# Cantó de La Canorga

Mapa del cantó de La Canourgue

El cantó de La Canorga és un cantó francès del departament del Losera, a la regió d'Occitània. Està enquadrat al districte de Mende, té sis municipis i el cap cantonal és La Canorga.

## Municipis
- Banaçac
- Canilhac
- La Canorga
- La Val de Tarn
- Sent Adornin
- La Tieula